# Merpati Nusantara Airlines
PT. Merpati Nusantara Airlines, identificato come Merpati Nusantara Airlines, era una compagnia aerea indonesiana con sede a Giacarta. L'azienda, una compagnia aerea maggiore, operava con regolari voli di linea nazionali, con destinazioni a più di 25 scali aerei all'interno dell'Indonesia, e internazionali, verso Timor Est e Malaysia. La sua base operativa era presso l'Aeroporto Internazionale Soekarno-Hatta, Jakarta. Il termine merpati significa, in indonesiano, "colomba", mentre Nusantara è una parola giavanese che si trova nel Pararaton (o "Il libro dei Re", probabilmente scritto nel XVI secolo) e che significa "le isole esterne" e che attualmente identifica l'arcipelago indonesiano.  Merpati era compreso nella category 1 redatta dall'autorità per l'aviazione civile per la sicurezza nei voli e prevedeva di ottenere la IATA Operational Safety Audit (IOSA) dalla International Air Transport Association. La compagnia è stata tuttavia compresa nella blacklist sia negli Stati Uniti d'America che nell'Unione europea. Aveva la sua base di manutenzione presso il Juanda International Airport, Surabaya.
Ha terminato le sue attività nel 2014.

## Flotta
Al gennaio 2013 la flotta Merpati era costituita dai seguenti velivoli:
| Aereo           | Operativi | Inattivi | In ordine | Passeggeri                         | Passeggeri                         | Passeggeri                         | Rotte                              | Note                                                  |
| --------------- | --------- | -------- | --------- | ---------------------------------- | ---------------------------------- | ---------------------------------- | ---------------------------------- | ----------------------------------------------------- |
| Aereo           | Operativi | Inattivi | In ordine | C                                  | Y                                  | Totali                             | Rotte                              | Note                                                  |
| Boeing 737-200  | 1         | -        | -         | 0                                  | 117                                | 117                                | Nazionali                          | In fase di sostituzione con i 737-400                 |
| Boeing 737-300  | 5         | 1        | -         | 4                                  | 126                                | 130                                | Tutte                              | 3 from Merauke to KSO (Kli, Bugodi, Aoba)             |
| Boeing 737-400  | 4         | -        | 2         | 16                                 | 132                                | 148                                | Tutte                              |                                                       |
| Boeing 737-500  | 1         | -        | -         | 0                                  | 118                                | 118                                | Tutte                              | Tutte                                                 |
| IAe NC-212-400  | -         | -        | 20        | 0                                  | 26                                 | 26                                 | Nazionali                          | [ 8 ]                                                 |
| Xian MA60       | 11        | 3        | -         | 0                                  | 56                                 | 56                                 | Nazionali                          |                                                       |
| Boeing 737-300F | 0         | -        | 1         | -                                  | -                                  | -                                  | Tutte                              | Sarà operato da Merpati per conto di PT Pos Indonesia |
| Totali          | 22        | 4        | 23        | Ultimo aggiornamento: gennaio 2013 | Ultimo aggiornamento: gennaio 2013 | Ultimo aggiornamento: gennaio 2013 | Ultimo aggiornamento: gennaio 2013 | Ultimo aggiornamento: gennaio 2013                    |

### Flotta storica

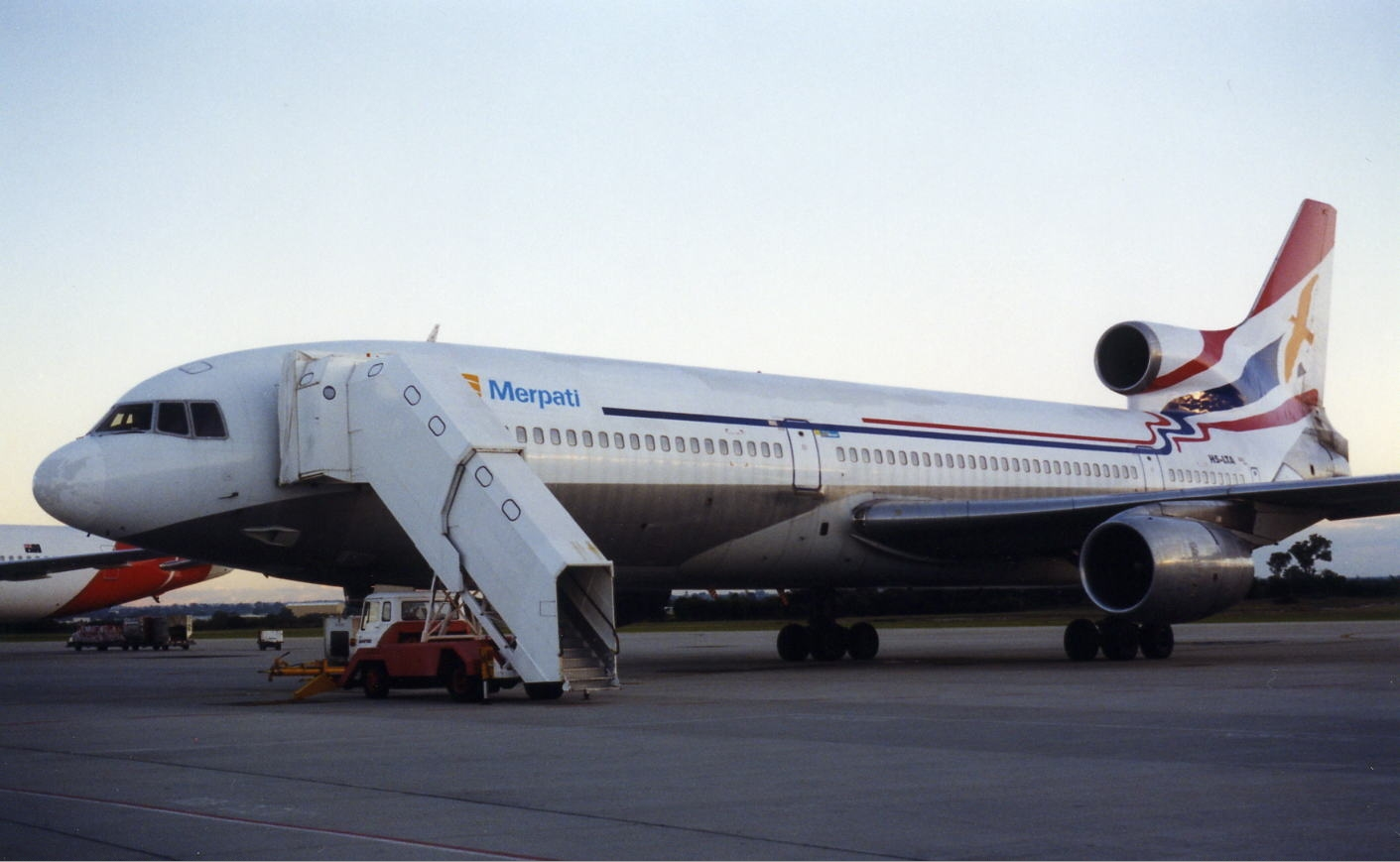
Merpati Lockheed TriStar

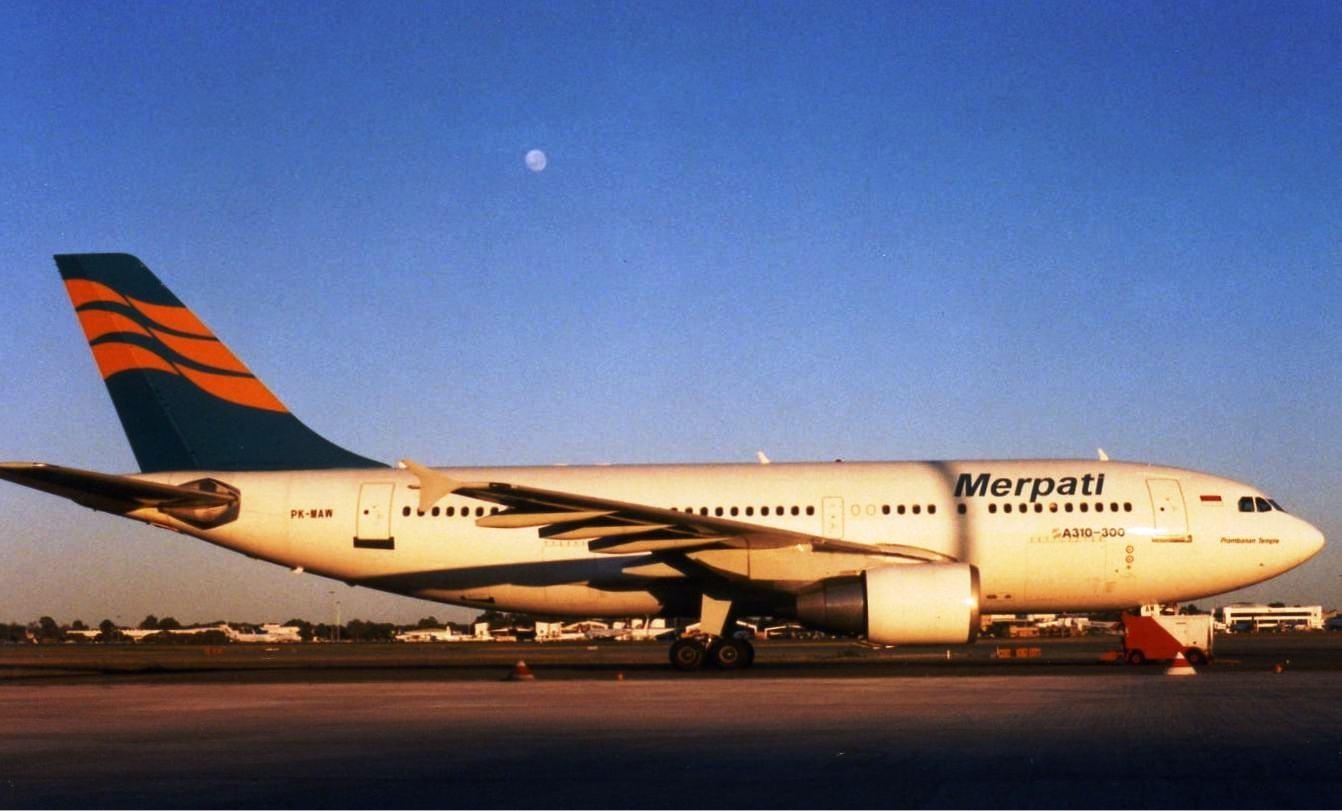
Merpati Airbus A310-300

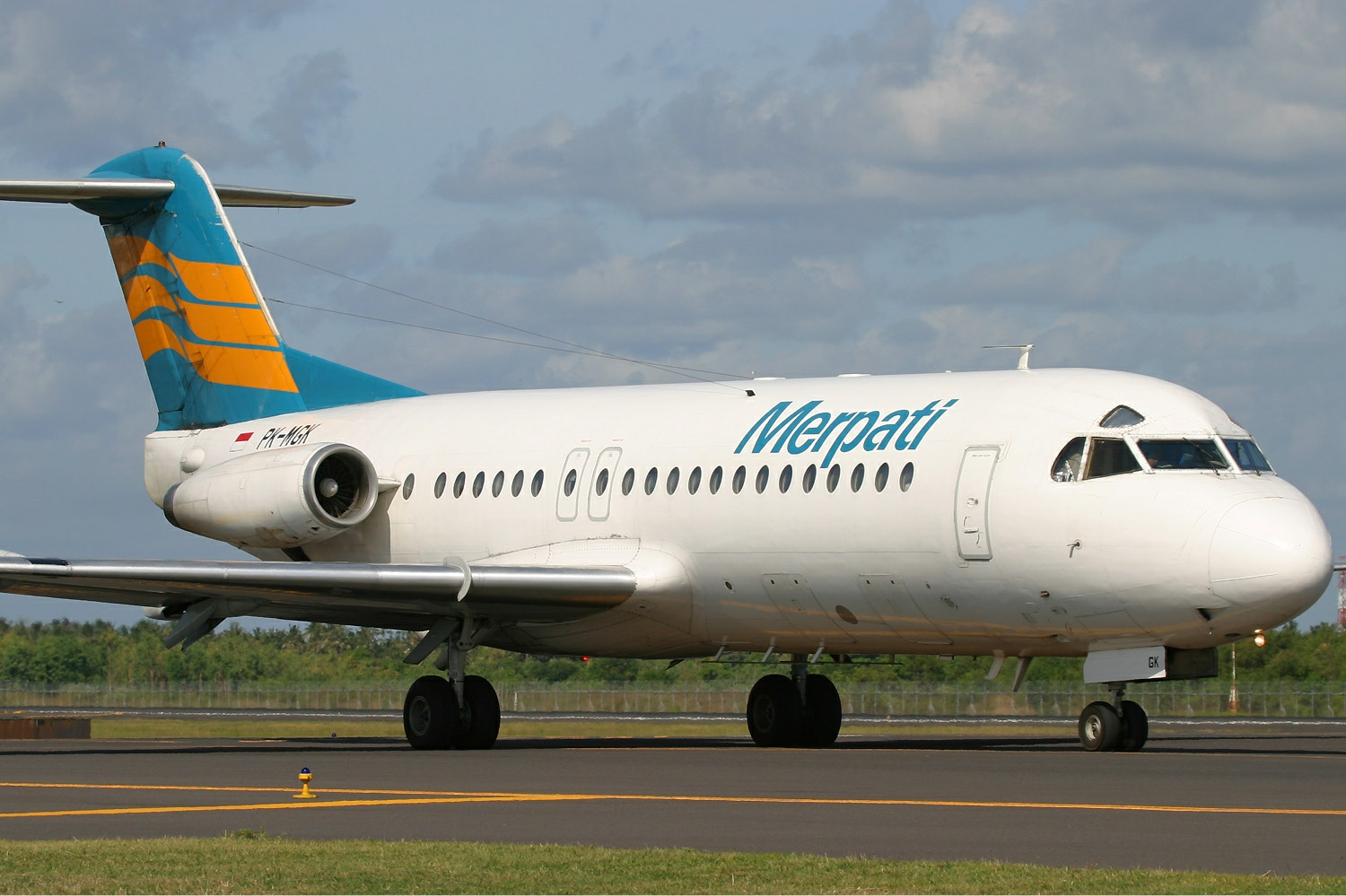
Merpati Fokker F28-4000

Merpati Nusantara Fokker F-28-4000 Fellowship Pichugin.jpg
- 1 ATR 72 non più in organico dall'inizio dicembre 2010.
- 2 Airbus A310
- 7 Boeing 737-400
- 2 Boeing 737-300
- 3 Boeing 727[10]
- 3 McDonnell Douglas DC-9
- 1 Boeing 707-100
- 1 Boeing 707-320 Cargo
- 15 Boeing 737-200
- 3 De Havilland Canada DHC-6-300 Twin Otter[11]
- 3 Fokker 100
- 2 Fokker F27 Mk500
- 22 Fokker F28 Mk4000
- 5 Fokker F27 Mk500F
- 10 Indonesian Aerospace CN-235-100
- 5 Indonesian Aerospace NC-212-200
- 5 Vickers Vanguard
- 1 British Aerospace BAe 146 [12]
- 1 Lockheed L-100-30 Hercules[13]
- 2 British Aerospace BAe ATP[14]
- 1 Boeing 707-300[15]